# USS Michigan (BB-27)
Pour les autres navires du même nom, voir USS Michigan.
L’USS Michigan (BB-27) est un cuirassé américain de classe South Carolina. Deuxième navire à être nommé en l'honneur de l’État du Michigan, c’est le aussi deuxième navire de la classe South Carolina, les premiers cuirassés dreadnought de l'US Navy. Sa quille est posée en décembre 1906. Le navire est lancé en mai 1908, sponsorisé par Mme F. W. Brooks, fille du secrétaire à la Marine des États-Unis Truman Newberry (en) ; et mis en service dans la flotte 4 janvier 1910. Le Michigan comme son sisterships le South Carolina sont armés d'une batterie principale de huit canons de 305 mm disposés en tourelles superposées ; ce sont les premiers cuirassés à présenter cet arrangement.
Le Michigan passe sa carrière dans la Flotte de l'Atlantique. Il croise fréquemment le long de la côte Est des États-Unis et dans la mer des Caraïbes, et en avril 1914, il participe à l'occupation américaine de Veracruz pendant la guerre civile mexicaine. Après l'entrée des États-Unis dans la Première Guerre mondiale en avril 1917, le Michigan est employé comme une escorte de convoi et navire-école pour la marine de guerre alors en pleine expansion. En janvier 1918, son mât d’observation (en) s’effondre en raison d’une mer forte, tuant six hommes. En 1919, il transporte des soldats de retour d'Europe. Le navire effectue des croisières de formation en 1920 et 1921, mais sa carrière est écourtée par le traité naval de Washington signé en février 1922. Le Michigan est désarmé en février 1923 et démoli l'année suivante.

## Conception

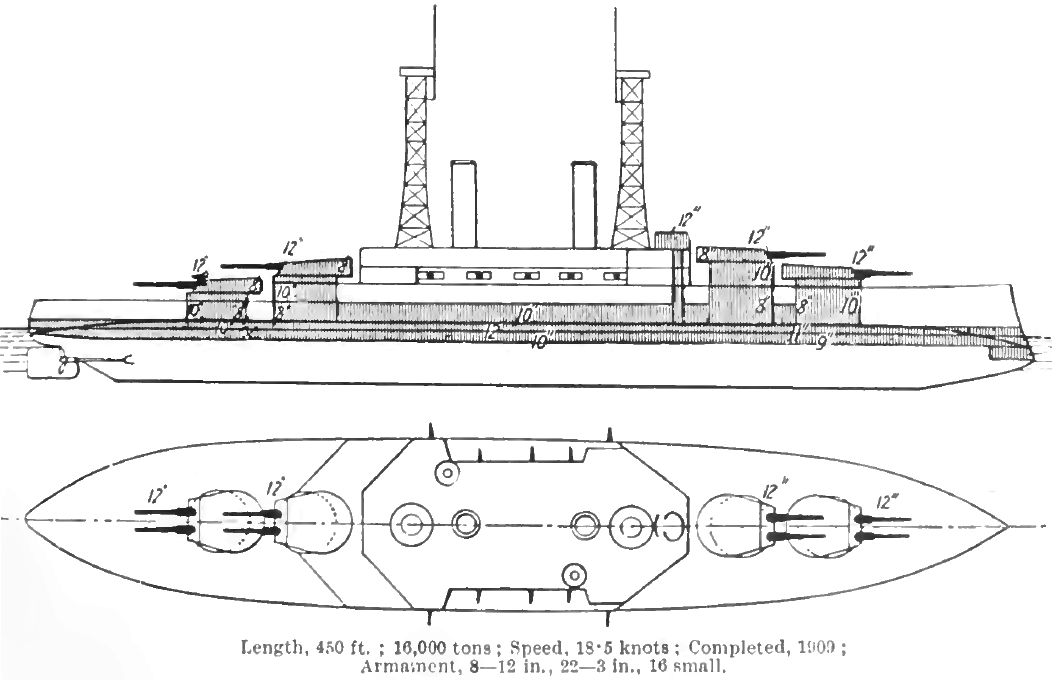
Schéma du South Carolina.

Le Congrès des Etats-Unis autorise la construction de deux nouveaux cuirassés, l'USS South Carolina et l'USS Michigan, le 3 mars 1905. Le Michigan mesure 138 m de long hors-tout. Son maître-bau est de 24,5 m et son tirant d’eau de 7,5 m. Il déplace 16 257 t et 17 900 t à pleine charge avec la totalité de son armement. Le navire est alimenté par douze chaudières à charbon Babcock & Wilcox qui entraine deux moteurs à vapeur à triple expansion de 16 500 ch (12 304 kw) générant une vitesse maximale de 18,5 nœuds (34,3 km/h). Le navire dispose d’une autonomie de 6 950 milles marins (12 871 km) à 10 nœuds (18,5 km/h). Il est armé par un équipage de 869 officiers et marins.
Le navire est armé d'une batterie principale de huit canons de 12 pouces/45 calibres Mark 5 disposés sur la ligne médiane du navire en quatre tourelles de deux canons, et placés en deux tourelles superposées à l’avant et deux à l'arrière. La batterie secondaire est composée de vingt-deux canons de 3 pouces/50 calibres montés dans des casemates le long de la coque. Comme norme pour les navires capitals de la période, il est aussi équipé d’une paire de tubes lance-torpilles de 21 pouces (533,4 mm) sur les flancs immergés du navire. L’épaisseur de la ceinture blindée atteint 304 mm au niveau des magasins, 254 mm à proximité des machines et 203 mm partout ailleurs. Le blindage du pont mesure entre 38 et 64 mm d'épaisseur. La face avant des tourelles dispose d’un blindage de 304 mm au maximum, tandis que celui des barbettes mesure 254 mm. Les casemates sont également protégées par un blindage de 254 mm ; le château par 304 mm.
Le Michigan, premier dreadnought de la Marine américaine comme son sistership est moins performant que le premier modèle britannique HMS Dreadnought notamment en termes de vitesse. En effet, le Congrès a limité le déplacement de ces navires à 16 000 t,, ce qui oblige les concepteurs à trouver un compromis entre armements principaux, blindage, et vitesse. C'est ce dernier paramètre qui fera les frais du compromis ; un désavantage fatal qui limite gravement leur utilité en condition de conflit,.

## Carrière militaire

### Premières années de service

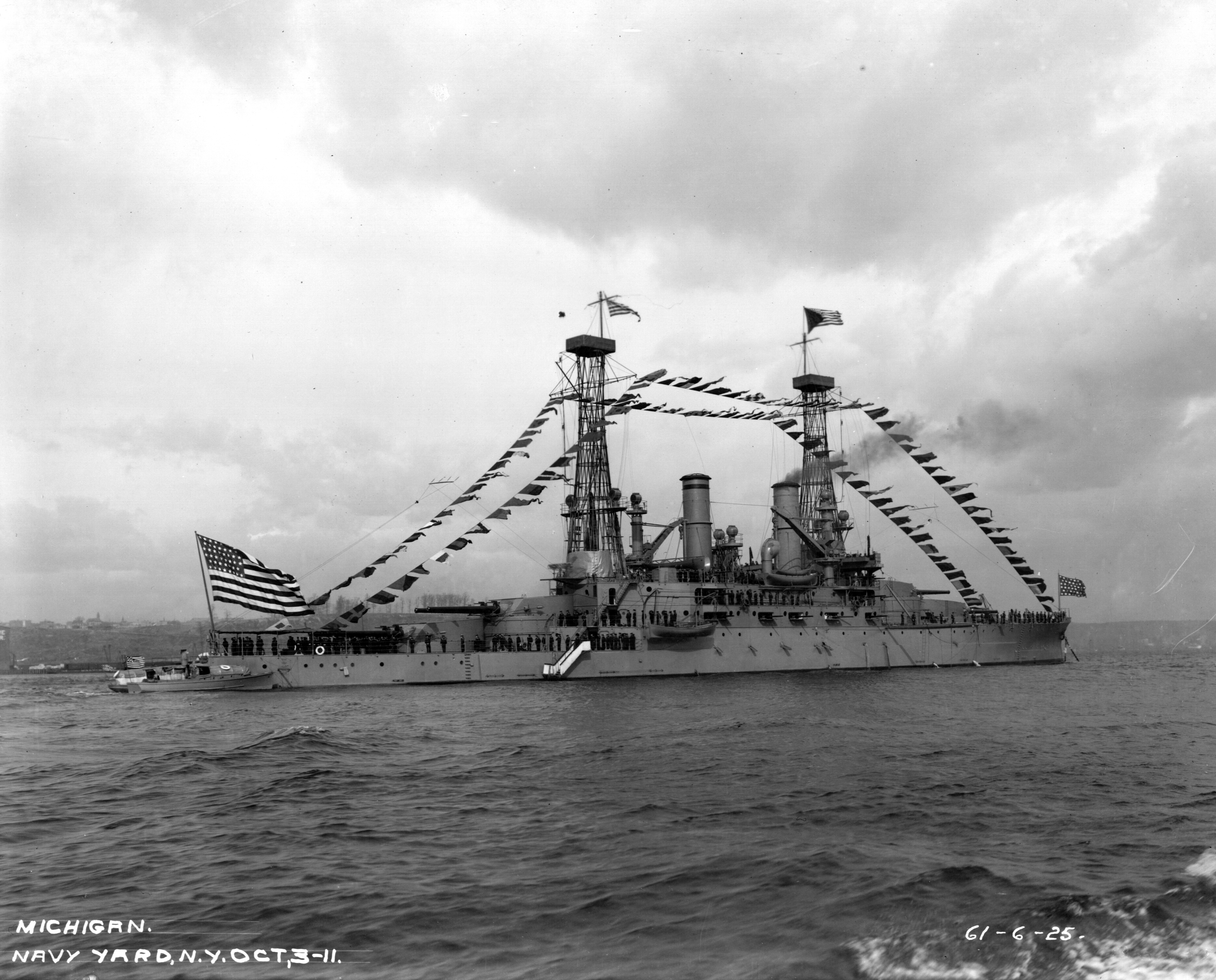
Le Michigan en grand pavois pour une revue navale au large de New York en octobre 1911.

La quille du Michigan est posée le 17 décembre 1906 par la New York Shipbuilding Corporation. Sa coque terminée est lancée le 26 mai 1908 et il est baptisé du nom du 26e État par Mme F. W. Brooks, fille du secrétaire à la Marine des États-Unis Truman Newberry (en). Après l’achèvement des travaux, le navire est mis en service dans l'US Navy le 4 janvier 1910,. À la suite de son entrée en service, il est assigné à la Flotte de l'Atlantique. Il entame son voyage inaugural qui dure jusqu'au 7 juin et prend la route de la mer des Caraïbes. Le Michigan participe ensuite à des manœuvres d'entrainement qui débutent le 29 juillet au large de la Nouvelle-Angleterre. Il quitte Boston le 2 novembre pour faire une croisière d’entrainement et il effectue des arrêts à Portland au Royaume-Uni et à Cherbourg en France. Il atteint ce dernier port le 8 décembre et il y demeure jusqu'au 30 quand il le quitte pour les Caraïbes. Le navire arrive à Guantánamo à Cuba, le 10 janvier 1911, puis continu vers Norfolk, où il arrive quatre jours plus tard. Au cours de cette période, le futur pionnier de l'aviation navale John Henry Towers sert à bord du navire en tant que guetteur pour l’artillerie. La longue portée des canons, qui peuvent tirer plus loin que l'horizon, convainc Towers de la nécessité d’employer des avions de repérage.
Le navire croise ensuite essentiellement au large de la côte est lors des deux années suivantes. Le 15 novembre 1912, il entame une croisière plus longue dans le golfe du Mexique, avec des arrêts à Pensacola en Floride, à La Nouvelle-Orléans, en Louisiane, et à Galveston au Texas. Il continue ensuite plus au sud vers Veracruz au Mexique, où il arrive le 12 décembre. Le Michigan est resté là pendant deux jours avant d’entamer son voyage de retour qui se termine à Hampton Roads le 20 décembre. Il reprend les patrouilles au large de la côte est dans la première moitié de 1913. En raison de la guerre civile mexicaine qui menace les intérêts américains dans le pays, le Michigan est envoyé dans les eaux mexicaines. Il quitte Quincy au Massachusetts le 6 juillet 1913 et atteint Tampico le 15 juillet. Il croise le long de la côte mexicaine jusqu'au 13 janvier 1914, quand il part pour New York où il arrive sept jours plus tard. Il est ensuite transféré vers Norfolk.
Le 14 février 1914, il quitte le port pour un court voyage vers le golfe de Guacanayabo; il est de retour à Hampton Roads le 19 mars. Le Michigan entame une troisième croisière vers le Mexique le 16 avril afin de soutenir l'occupation américaine de Veracruz. Il arrive à destination le 22 avril et débarque un bataillon de Marines dans le cadre de la force d'occupation. Le navire patrouille ensuite le long de la côte avant de repartir pour les États-Unis le 20 juin. Il atteint les caps du Delaware six jours plus tard. Au cours des trois années suivantes, le Michigan connaît la routine en temps de paix des croisières au large de la côte est des États-Unis. En décembre 1914, l'équipage du navire expérimente avec les chefs de contrôle de tir le développement du pontage sur cible. Cela améliore de manière significative les performances réalisées lors des tests d'artillerie au début de 1915. En 1916, l'un des canons de 12 pouces situés à l’avant du navire explose lors de l'entraînement au tir.

### Première Guerre mondiale

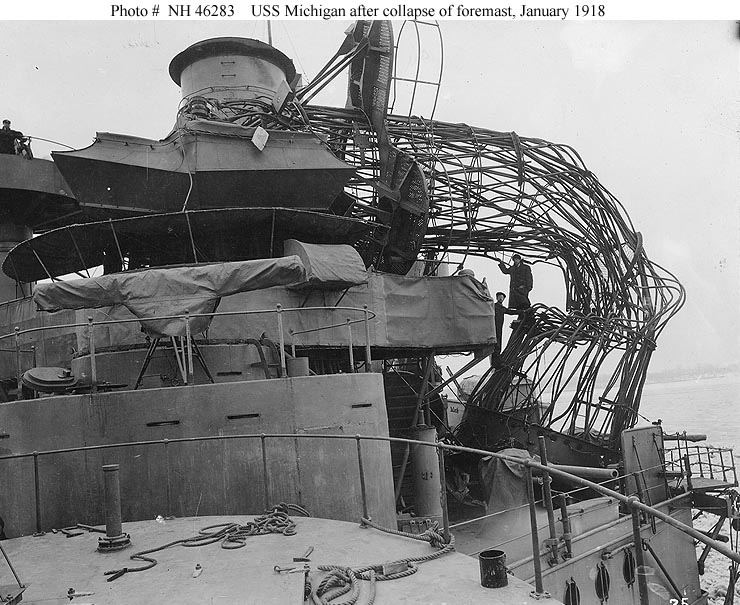
Le Michigan après l'effondrement de son mât.

Le 6 avril 1917, les États-Unis déclarent la guerre à l'Allemagne en raison essentiellement de la guerre sous-marine menée par cette dernière (en). À cause de sa vitesse relativement lente, le Michigan est affecté ce jour-là à la Battleship Force Two. Il est chargé de la formation des recrues de la marine et de l'escorte des convois. Dans le cadre de sa mission de formation, il participe à des manœuvres de la flotte et des exercices d'artillerie. Le 15 janvier 1918, le Michigan croise au large du cap Hatteras pour un exercice d'entraînement avec la Battle Fleet et la Force One quand un fort coup de vent et une mer agitée cause l’effondrement de son mât d’observation (en). Dans la mer forte, le navire subit un fort roulis sur bâbord avant de s’incliner en retour fortement à tribord. Ce changement rapide de direction entraine alors la rupture du mât au niveau de son point le plus étroit, qui avait déjà été endommagé lors d’une l'explosion en 1916. L’accident tue six hommes et blesse treize autres. Le Michigan rejoint alors Norfolk et transfère les hommes blessés à bord du navire-hôpital USS Solace. Il se rend ensuite au Philadelphia Navy Yard où il arrive le 22 janvier pour effectuer des réparations.
Au début du mois d’avril 1918, le Michigan est de retour en service. Les mois suivants, il sert principalement à la formation d’artilleurs dans la baie de Chesapeake. Alors qu’il effectue l’escorte de convoi au départ des États-Unis le 30 septembre, le navire perd son hélice bâbord. Il est alors forcé de quitter le convoi le 8 octobre et de retourner au port pour effectuer des réparations. Il demeure hors service pour le reste de la guerre. En novembre 1918, l'Allemagne signe l'armistice qui met fin aux combats en Europe. Le Michigan est affecté à la Cruiser and Transport Force à la fin de décembre 1918 afin de transporter des soldats américains de retour d'Europe. Il fait deux allers-retours à cette fin, le premier du 18 janvier au 3 mars, et le second du 18 mars au 16 avril. Il ramène 1 062 hommes entre ces deux voyages.

### Entre-deux-guerres

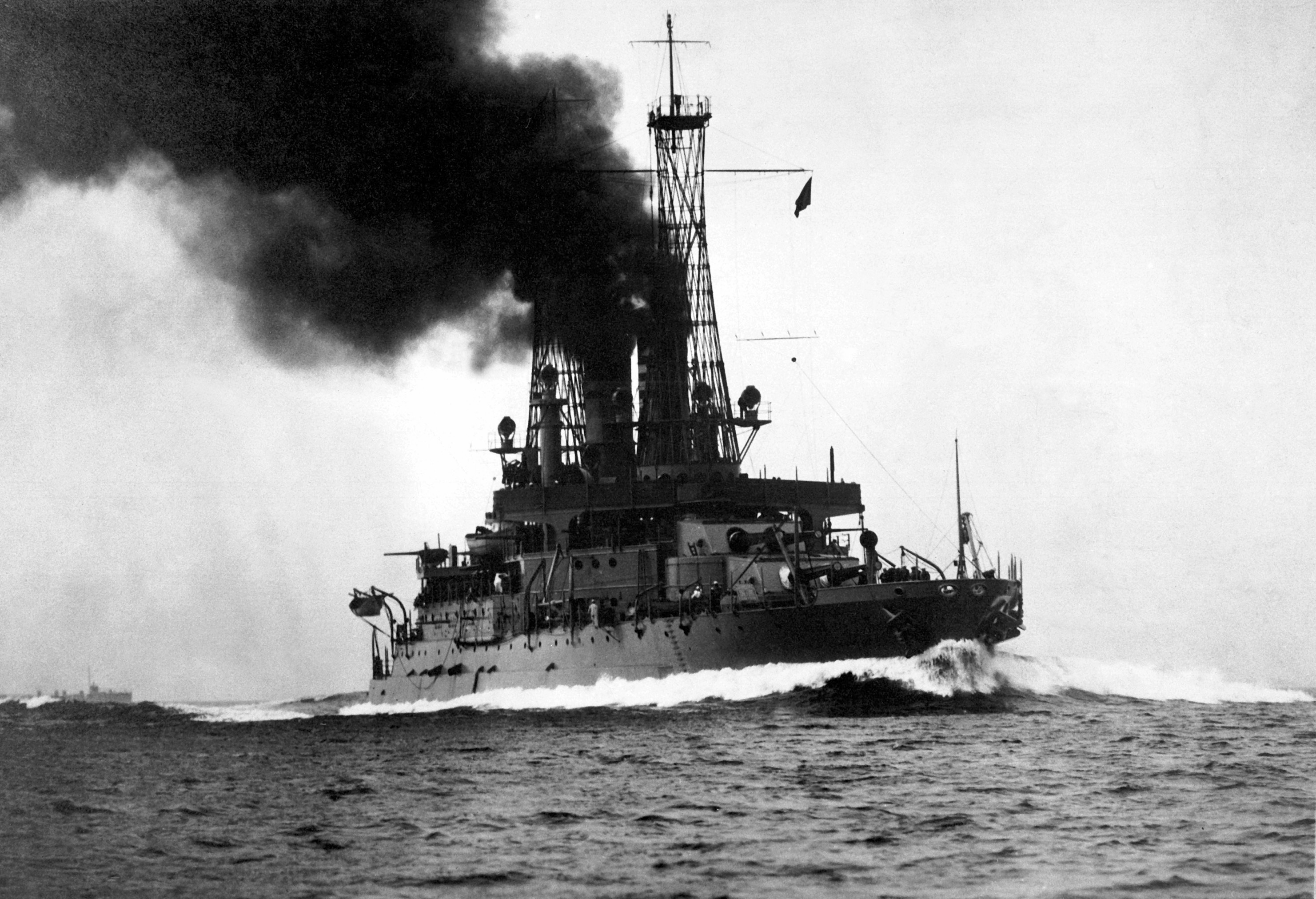
Le Michigan lancé à toute vapeur, photographie de Robert Enrique Muller, 1918.

En mai 1919, le Michigan est envoyé à Philadelphie pour une révision qui dure jusqu’en juin. Il reprend ensuite ses missions de routines effectuées en temps de paix. Le 6 août, sa mis en service est réduite ; il est parqué au Philadelphia Navy Yard. Le 19 mai 1920, il prend la route d’Annapolis afin de récupérer un contingent de midshipmen pour une importante croisière de formation. Après avoir quitté Annapolis, le navire navigue au sud, passe le canal de Panama et poursuit vers Honolulu à Hawaii où il arrive le 3 juillet. Le Michigan visite plusieurs bases navales sur la côte ouest des États-Unis pendant l'été avant de revenir à Annapolis le 2 septembre. Trois jours plus tard, il est de retour à Philadelphie, où il est temporairement mis hors service.
Le Michigan est réactivé en 1921 et quitte le port le 4 avril pour une autre croisière dans les Caraïbes. Il revient à Philadelphie le 23 avril ; peu de temps après, le navire est impliqué dans un scandale. Le commandant du navire, Clark Daniel Stearns institue le 3 mai une série de comités de marins pour apaiser les tensions entre les officiers et l'équipage. Mais, les commandants de la Flotte de l'Atlantique et de l'escadre du Michigan estiment que ces comités sont une menace à la discipline et la preuve d'influences marxistes. Ils contactent Edwin Denby, le secrétaire de la Marine, qui relève Stearns de son commandement. Le 28 mai, il récupère un autre groupe de midshipmen pour une autre croisière de formation. Ce voyage conduit le navire en Europe, avec des arrêts dans un certain nombre de ports, y compris Christiana en Norvège, Lisbonne au Portugal et Gibraltar. Il revient à Hampton Roads via Guantanamo le 22 août.
Dans les années qui suivent la fin de la Grande Guerre, les États-Unis, la Grande-Bretagne et le Japon se lancent dans d’énormes programmes de construction navale. Ces trois pays estiment cependant qu'une nouvelle course aux armements navals serait mal avisée, et convoquent la conférence navale de Washington pour discuter de la limitation des armements. Elle conduit à la signature du traité naval de Washington en février 1922. Aux termes de l'article II du traité, le Michigan et son sistership le South Carolina doivent être mis au rebut. Le Michigan prend la mer pour la dernière fois le 31 août, à destination de Philadelphie afin d'être démantelé. Il y arrive le 1er septembre. Il est retiré du service le 11 février 1922, rayé du Naval Vessel Register le 10 novembre 1923 et envoyé à la ferraille l'année suivante.